# Burg Guhrau

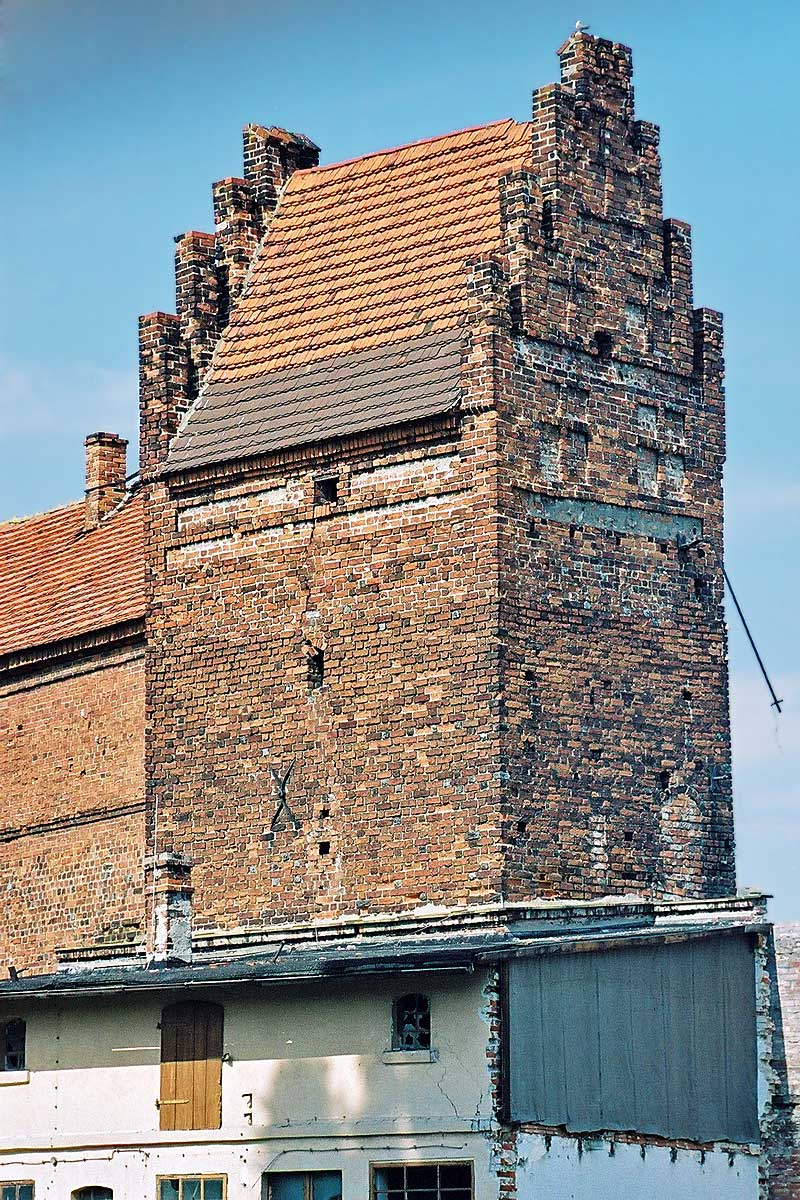
Turm der Burg Guhrau

Die Burg Guhrau (polnisch Zamek w Górze) befindet sich in Góra (deutsch Guhrau) in der Woiwodschaft Niederschlesien in Polen.

## Geschichte
Um 1400 entstand im südlichen Teil von Guhrau eine Burg mit viereckigem Grundriss, die mit der Stadtmauer verbunden war. Im 19. Jahrhundert wurde die Burg zum Gefängnis umgebaut. Reste der gotischen Fassade und ein restaurierter quadratischer Turm sind bis heute erhalten.